# Raith Rovers Football Club
Maillots
Actualités
Le Raith Rovers Football Club est un club écossais de football basé à Kirkcaldy.

## Historique
- 1883 : fondation du club
- 1891 : 1re participation à la Midland Football League
- 1899 : 1re participation à la Scottish County League
- 1910 : 1re participation au championnat de 1re division (saison 1910/11)
- 1995 : 1re participation à une Coupe d'Europe (C3, saison 1995/96)

En 1923, le club est au meilleur de sa forme. Il a terminé 3e du championnat en 1922 (son meilleur classement). Il est ainsi décidé de partir en tournée dans les Îles Canaries. C'est donc 13 joueurs et 5 officiels qui prennent le bateau au port de Tilbury, le long de la Tamise, en fin de saison 1922/23. Alors qu'ils longent les côtes de la Galice en Espagne, le bateau connaît une avarie et tout le monde est obligé de débarquer. Malgré leurs déboires ils décident de continuer le voyage, comme prévu, avec un autre bateau.
En 1938 le club établi un record de nombre de buts marqués en championnat sur une saison. En 34 matchs ils inscrivent 142 buts soit une moyenne de plus de 4 buts par match! Remportant ainsi la 2e division.
Au printemps 2004, après les succès des années 90, le club est à la recherche de liquidité. Pour gagner une bouffée d'air le stade a été vendu et il paye maintenant un loyer pour son utilisation.
C'est alors qu'arrive Claude Anelka ancien joueur, agent de joueur et frère ainé de Nicolas Anelka. L'homme cherche à investir dans un club et il en a prospecté plusieurs sans réussite. Il propose ainsi d'investir 300000£ et de renforcer l'effectif grâce à ses contacts. Il demande en contrepartie d'être nommé directeur sportif du club. Son projet est d'investir sur de jeunes joueurs afin de les revendre par la suite. Il annonce aussi vouloir faire de Raith Rovers le troisième club du pays derrière les Rangers et le Celtic. Le comité de direction du club accepte la proposition d'Anelka, plus attiré par l'investissement que par son projet.
A son arrivée, le manager précédent Antonio Calderon, refuse de rester comme simple coach et Anelka se retrouve donc manager. Il se sépare d'une moitié des joueurs écossais de l'équipe et fait venir de jeunes joueurs français de divisions amateurs. Avant même le début de la saison le scepticisme gagne les supporters et les résultats vont leur donner raison. Lâché par les joueurs écossais restants et avec de jeunes recrues qui se révèlent être loin du niveau requis, il perdra 9 match pour un nul avant d'être licencié du poste de manager fin septembre 2004. Il confessera lui même que cet échec résulte d'une très mauvaise connaissance du football écossais et d'une certaine crédulité de sa part. Il quittera le club un mois plus tard sans avoir investi tout l'argent annoncé et avec un effectif exsangue. Le club sera relégué au 3e niveau national en fin de saison,.

## Palmarès
| Compétitions nationales | Compétitions internationales                                                            |
| - Championnat d'Écosse (0) : - Meilleur classement : 3e en 1922. - Championnat d'Écosse de deuxième division (6) : - Champion : 1908, 1910, 1938, 1949, 1993 et 1995. - Vice-champion : 1909, 1910, 1927, 1967 et 2011. - Championnat d'Écosse de de troisième division (3) : - Champion : 2003, 2009 et 2020. - Vice-champion : 1976, 1978 et 1987. - Coupe d’Écosse (0) : - Finaliste : 2013. - Coupe de la Ligue (1) : - Vainqueur : 1995. - Finaliste : 1949. - Scottish Challenge Cup (3) : - Vainqueur : 2014, 2020 et 2022 - Finaliste : 2023. - Fife Cup (3) : - Vainqueur : 2002, 2004 et 2012. - Finaliste : 2008. | - Ligue Europa (0) : - Participation : 1. - Meilleur parcours : 1/16e de finale (1996). |

## Joueurs et personnalités du club

### Entraîneurs
Le tableau suivant présente la liste des entraîneurs du club depuis 1907.
| Rang | Nom             | Période   |
| ---- | --------------- | --------- |
| 1    | Peter Hodge     | 1907-1912 |
| 2    | Tod             | 1912-1913 |
| 3    | Richardson      | 1913-1916 |
| 4    | Peter Hodge     | 1916-1919 |
| 5    | James Logan     | 1919-1926 |
| 6    | George Wilson   | 1926-1927 |
| 7    | Billy Birrell   | 1927-1930 |
| 8    | James Logan     | 1930-1933 |
| 9    | Bob Bennie      | 1933-1934 |
| 10   | Sandy Archibald | 1934-1939 |
| 11   | Reekie          | 1939-1945 |
| 12   | Bert Herdman    | 1945-1961 |
| 13   | Hugh Shaw       | 1961-1962 |

| Rang | Nom            | Période   |
| ---- | -------------- | --------- |
| 14   | Alfie Conn     | 1962-1963 |
| 15   | Doug Cowie     | 1963-1964 |
| 16   | George Farm    | 1964-1967 |
| 17   | Tommy Walker   | 1967-1969 |
| 18   | Jimmy Millar   | 1969-1970 |
| 19   | Bill Baxter    | 1970-1971 |
| 20   | George Farm    | 1971-1974 |
| 21   | Bert Paton     | 1974-1975 |
| 22   | Andy Matthew   | 1975-1978 |
| 23   | Willie McLean  | 1978-1979 |
| 24   | Gordon Wallace | 1979-1983 |
| 25   | Bobby Wilson   | 1983-1986 |
| 26   | Frank Connor   | 1986-1990 |

| Rang | Nom              | Période   |
| ---- | ---------------- | --------- |
| 27   | Jimmy Nicholl    | 1990-1996 |
| 28   | Jimmy Thomson    | 1996      |
| 29   | Tommy McLean     | 1996      |
| 30   | Iain Munro       | 1996-1997 |
| 31   | Jimmy Nicholl    | 1997-1999 |
| 32   | John McVeigh     | 1999      |
| 33   | Willie McLean    | 1978-1979 |
| 34   | Peter Hetherston | 1999-2001 |
| 35   | Jocky Scott      | 2001-2002 |
| 36   | Antonio Calderón | 2002-2004 |
| 37   | Claude Anelka    | 2004      |
| 38   | Gordon Dalziel   | 2004-2005 |
| 39   | Craig Levein     | 2006      |

| Rang | Nom          | Période   |
| ---- | ------------ | --------- |
| 40   | John McGlynn | 2006-2012 |
| 41   | Grant Murray | 2012-2015 |
| 42   | Ray McKinnon | 2015-2016 |
| 43   | Gary Locke   | 2016-2017 |
| 42   | John Hughes  | 2017      |
| 43   | Barry Smith  | 2017-2018 |
| 42   | John McGlynn | 2018-     |

### Joueurs emblématiques
- Sandy Archibald
- Jim Baxter
- Craig Brewster
- Colin Cameron
- Stevie Crawford
- Andy Dow
- Willie Mathieson
- Hamish McAlpine
- David Narey
- Jock Walker
- Joël Thomas
- Miodrag Krivokapić